# إيرفين بارا
إيرفين بارا (بالإنجليزية: Irvin Parra)‏ (17 أغسطس 1993 في الولايات المتحدة - ) هو لاعب كرة قدم أمريكي في مركز الوسط. لعب مع Orange County SC ‏.

## وصلات خارجية
- إيرفين بارا على موقع قاعدة بيانات كرة القدم.إي يو (الإنجليزية)
- إيرفين بارا على موقع Soccerway.com (الإنجليزية)